# Truffade
La truffade è un piatto originario dell'Alvernia e più precisamente dei monti del Cantal. Questo piatto a base di patate e di Tomme di Cantal o Salers viene servito con un'insalata verde. È spesso accompagnato da un prosciutto crudo.

## Ricetta
Le patate sono tagliate a fettine e rosolate in una pentola di ghisa, nella quale si è fatto sciogliere precedentemente il lardo. Si condisce con sale, pepe. Quando le patate sono cotte, si taglia il fuoco, si aggiunge il formaggio tagliato a lamelle e lo si lascia sciogliere a contatto con le patate calde. Poi si mescola il piatto per cinque minuti, si trasferisce il tutto in un piatto preriscaldato e si consuma la preparazione accompagnata da salumi contadine locali.

## Galleria d'immagini

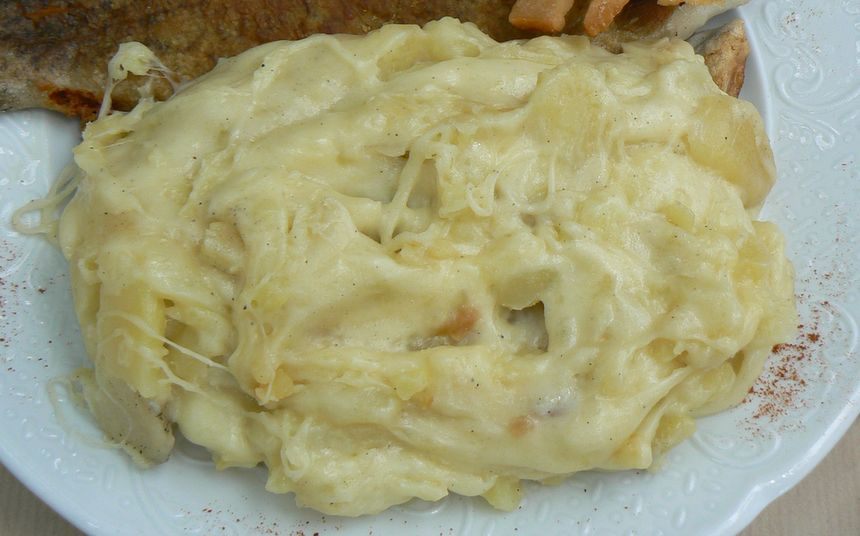
Truffade.
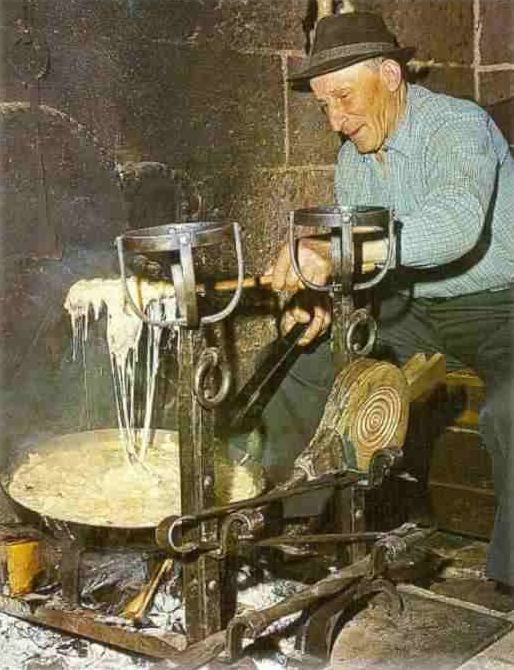
Mescolare accuratamente fino a quando il formaggio fa il filo
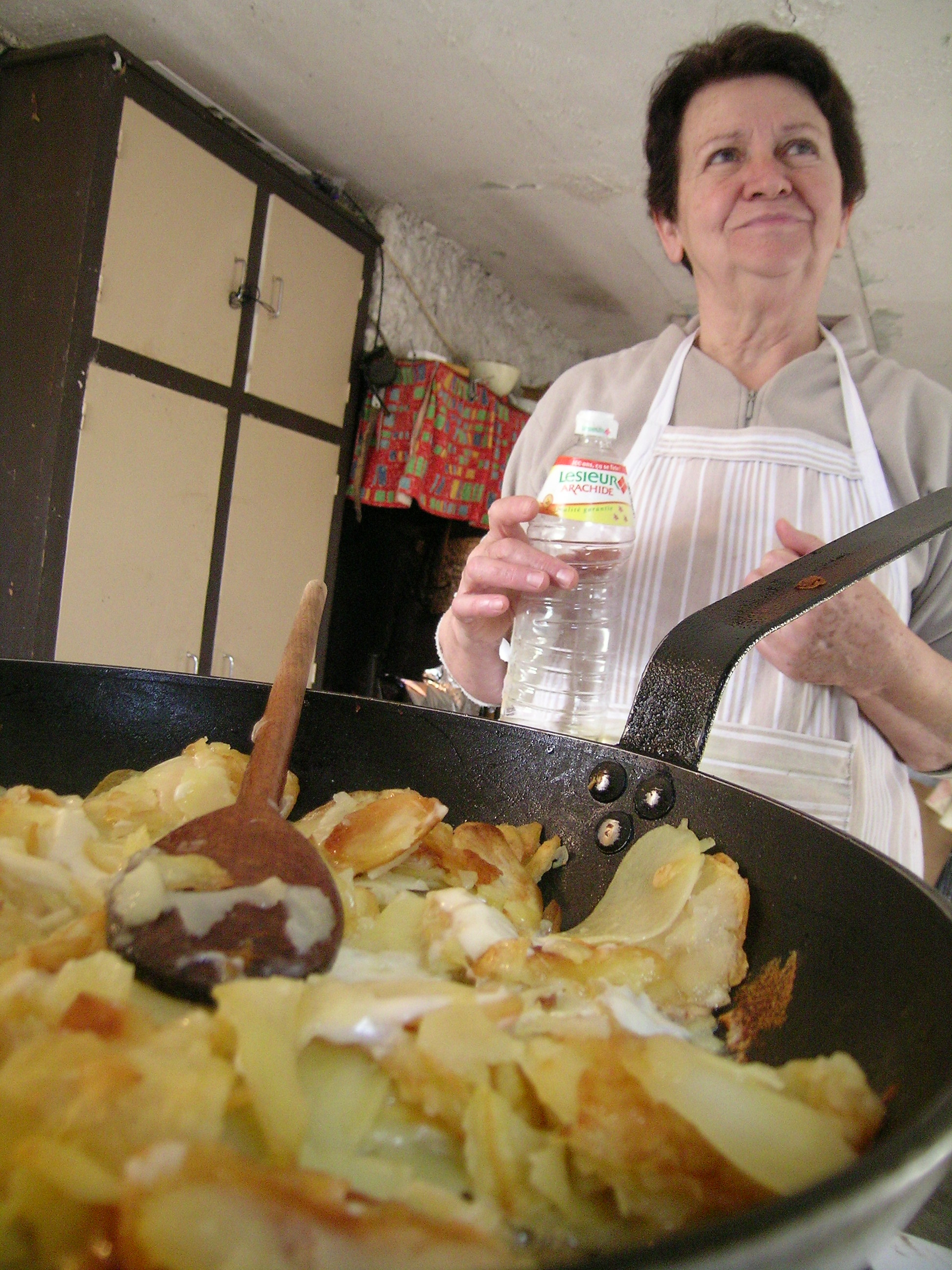
Truffade tradizionale.